# Corneuil
Corneuil est une ancienne commune française, située dans le département de l'Eure en région Normandie, devenue le 1er janvier 2016 une commune déléguée au sein de la commune nouvelle de Chambois.

## Géographie

### Localisation
Corneuil fait partie du canton de Verneuil-sur-Avre.
| Sylvains-lès-Moulins (comm. dél. de Sylvains-les-Moulins) | Thomer-la-Sôgne (comm. nouv. de Chambois) | Thomer-la-Sôgne (comm. nouv. de Chambois) |
| Sylvains-lès-Moulins (comm. dél. de Sylvains-les-Moulins) | Corneuil                                  | Chavigny-Bailleul                         |
|                                                           | Buis-sur-Damville                         |                                           |

## Toponymie
Le nom de la localité est attesté sous les formes Cornuil entre 1066 et 1077, Cornuel et Cornuil en 1119 (grande charte de Lyre), Corniolum au XIIe et XIIIe siècles, Cornelium en 1238 (cartulaire de l’Estrée), Cornellium en 1257 (Olim), Cornellium en 1260 (cartulaire du chap. d’Évreux), Cornuil en 1277 (charte de Philippe le Hardi), Cornueil en 1295 (L. P.), Cornolium en 1303 (L. P.), Corneil (monstre de l’an 1469), Correil en1700 (départ. de l’élection de Conches), Cornereil en 1801, Corneuil en 2016.

## Politique et administration
| Période                                  | Période  | Identité      | Étiquette | Qualité     |
| ---------------------------------------- | -------- | ------------- | --------- | ----------- |
| avril 2014                               | En cours | Michel Lesage | DVD       | Agriculteur |
| Les données manquantes sont à compléter. |          |               |           |             |

## Démographie
L'évolution du nombre d'habitants est connue à travers les recensements de la population effectués dans la commune depuis 1793. À partir du 1er janvier 2009, les populations légales des communes sont publiées annuellement dans le cadre d'un recensement qui repose désormais sur une collecte d'information annuelle, concernant successivement tous les territoires communaux au cours d'une période de cinq ans. 
Pour les communes de moins de 10 000 habitants, une enquête de recensement portant sur toute la population est réalisée tous les cinq ans, les populations légales des années intermédiaires étant quant à elles estimées par interpolation ou extrapolation. Pour la commune, le premier recensement exhaustif entrant dans le cadre du nouveau dispositif a été réalisé en 2007,.
En 2013, la commune comptait 551 habitants, en évolution de +20,04 % par rapport à 2008 (Eure : +2,66 %, France hors Mayotte : +2,49 %).
| 1793 | 1800 | 1806 | 1821 | 1831 | 1836 | 1841 | 1846 | 1851 |
| ---- | ---- | ---- | ---- | ---- | ---- | ---- | ---- | ---- |
| 367  | 296  | 410  | 339  | 372  | 374  | 353  | 587  | 365  |

| 1856 | 1861 | 1866 | 1872 | 1876 | 1881 | 1886 | 1891 | 1896 |
| ---- | ---- | ---- | ---- | ---- | ---- | ---- | ---- | ---- |
| 363  | 326  | 319  | 308  | 301  | 291  | 285  | 270  | 270  |

| 1901 | 1906 | 1911 | 1921 | 1926 | 1931 | 1936 | 1946 | 1954 |
| ---- | ---- | ---- | ---- | ---- | ---- | ---- | ---- | ---- |
| 290  | 296  | 273  | 248  | 239  | 267  | 252  | 278  | 261  |

| 1962 | 1968 | 1975 | 1982 | 1990 | 1999 | 2007 | 2012 | 2013 |
| ---- | ---- | ---- | ---- | ---- | ---- | ---- | ---- | ---- |
| 254  | 224  | 243  | 302  | 351  | 385  | 452  | 522  | 551  |

## Lieux et monuments
- Église Notre-Dame (XIIe), remaniée au XVIe siècle et restaurée au XIXe siècle.
- Vestiges d'une forteresse du XIe siècle
- Maisons à pans de bois